# Liste der Kulturdenkmale in Lindewitt
In der Liste der Kulturdenkmale in Lindewitt sind alle Kulturdenkmale der schleswig-holsteinischen Gemeinde Lindewitt (Kreis Schleswig-Flensburg) aufgelistet (Stand: 10. März 2025). Die Bodendenkmale sind in der Liste der Bodendenkmale in Lindewitt aufgeführt.

## Legende
In den Spalten befinden sich folgende Informationen:
- Objekt-ID: die Nummer des Kulturdenkmales
- Lage: die Adresse des Kulturdenkmales und die geographischen Koordinaten. Kartenansicht, um Koordinaten zu setzen. In der Kartenansicht sind Kulturdenkmale ohne Koordinaten mit einem roten Marker dargestellt und können in der Karte gesetzt werden. Kulturdenkmale ohne Bild sind mit einem blauen Marker gekennzeichnet, Kulturdenkmale mit Bild mit einem grünen Marker.
- Offizielle Bezeichnung: Bezeichnung des Kulturdenkmales
- Beschreibung: die Beschreibung des Kulturdenkmales
- Bild: ein Bild des Kulturdenkmales

## Gründenkmale
| Objekt-ID     | Lage                                              | Offizielle Bezeichnung                                   | Beschreibung | Bild |
| ------------- | ------------------------------------------------- | -------------------------------------------------------- | --- | ---- |
| 6562 Wikidata | Bredstedter Straße 2 (54° 42′ 3″ N, 9° 12′ 23″ O) | ehem. Gut Lindewitt: Denkmal Christine Sophie v. Blücher | Alteintragung (Aktualisierung vorgesehen) - Begründung: geschichtlich, technisch - Schutzumfang: gesamtes Objekt - Denkmaltyp: Gründenkmal | BW   |

## Quelle
- Liste der Kulturdenkmale in Schleswig-Holstein – Kreis Schleswig-Flensburg

- Karte mit allen Koordinaten:
- OSM |
- WikiMap